# 中华人民共和国领土争端
中华人民共和国领土争端指中华人民共和国與周边其他國家的領土糾紛。中华人民共和国成立初期，边界线并未正式勘定，同时由于边疆地区的中下级政权多数是历史上长期形成的少数民族政权，中华人民共和国中央政府也未能有效控制。从20世纪60年代开始，中华人民共和国已与12个邻国签订了边界条约或协定，多处领土争端得到解決；該國至今尚未解決的領土爭端，集中在西藏、东海（包含臺灣與釣魚臺列嶼等）及南海（主要為南海諸島）等地区。

## 現存爭議

### 不丹

不丹地图，当中红线为争议国界

中华人民共和国和不丹两国边界长600余公里，历史上从未正式划定。1998年，两国在第12轮边界会谈期间签署了《中华人民共和国政府和不丹王国政府关于在中不边境地区保持和平与安宁的协定》。目前存在争议的是白玉地区和亚东地区（含基伍、查玛浦、鲁林和洞朗地区）。因不丹的外交和国防被印度控制，中不邊界爭議也受印度关注。2017年6月18日，印军称“接不丹政府求助”，進入洞朗地区和中国边防部队形成长达71天的紧张对峙。
2021年10月14日，中国政府代表、外交部部长助理吴江浩同不丹政府代表、外交大臣丹迪·多吉通过视频形式在北京和廷布签署《关于加快中不边界谈判“三步走”路线图的谅解备忘录》，将推进两国划界谈判工作。

### 印度

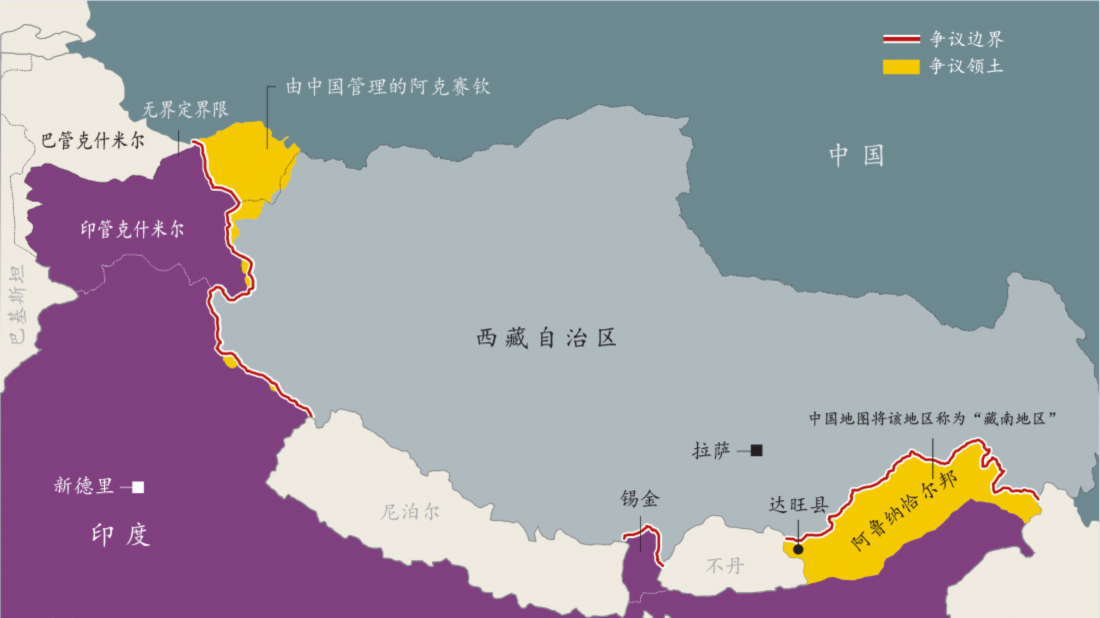
印度与中国之间的领土争端

中印邊界总长超过3000公里（按实控线，按印度主张为3440公里，中国主张则为近2000公里），有总面积超过12万平方公里区域存在领土纠纷，涉及西段、中段和东段三个部分：
- 西段：中国控制的阿克塞钦、喀喇昆仑走廊和印度控制的巴里加斯及札达县楚鲁松杰乡西北部两块较小的争议区：楚木惹、斯诺乌山争议区。
- 中段：中国主张印度喜马偕尔邦的四块领土：巨哇（英语：Gue_(Lahul_and_Spiti)）、曲惹（英语：Kaurik）地区，什布奇山口地区，桑、葱莎、波林三多地区，以及北阿坎德邦的然冲、乌热（英语：Barahoti）、拉不底（英语：Lapthal）、上香扎（Sangchamalla）地区。
- 东段：中国主张印度阿魯納恰爾邦管辖的大部分地区，中方稱之為藏南地区，西藏自治区将其划入错那、隆子、墨脱、察隅四县的范围之内。

中印原则上都同意和平解决争议，但兩國亦曾发生过多次对峙、冲突甚至战争。

### 臺灣

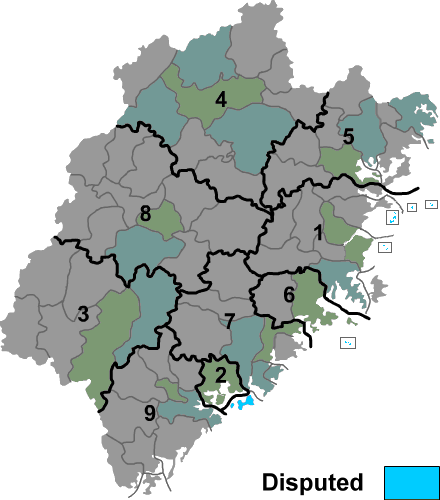
福建省沿海的争议岛屿

1949年中華民國政府遷台，實際控制台澎金馬地區，此後獲得美國支持，並多次擊退中國人民解放軍，兩岸政治分立至今。除此之外，位于福建近海的金门群岛与馬祖列島的部分地区归属也存在争议。
中华人民共和国政府在金門戰役失敗，無法武力解放臺灣，於是自1980年代开始以“和平统一、一国两制”和“不承诺放弃使用武力”的和戰兩手策略为基本方针，以求统一台湾。國民黨在1990年代以前，一貫持谋求由中華民國統一中國的立场，總統李登輝執政前期亦曾提出《國家統一綱領》，谋求經由和平方式，由中國大陸與臺灣「逐步統一」，但執政後期提出「特殊兩國論」，逐漸改變兩岸關係定義。民主進步黨的陳水扁执政时，更倾向「一边一国」。國民黨的馬英九则持「不統、不獨、不武」的立场，主张「一中各表」，呼吁正视中华民国存在的事实。蔡英文執政時，再度拒绝九二共識。與此同時，國民黨与民進黨均拒絕习近平提出的「一國兩制臺灣方案」。
| 中华人民共和国福建省 | 争议岛屿       | 中华民国福建省             |
| -------------------- | -------------- | -------------------------- |
| 泉州市金门县         | 金門列島       | 福建省金門縣               |
| 连江县马祖乡         | 馬祖列島       | 福建省連江縣               |
| 福州市长乐区         | 东犬岛、西犬岛 | 連江縣莒光鄉               |
| 莆田市秀屿区         | 乌坵屿         | 莆田縣烏坵鄉（金門縣代管） |
| 漳州市龙海区         | 东碇岛         | 金門縣金湖鎮               |

### 釣魚台列嶼

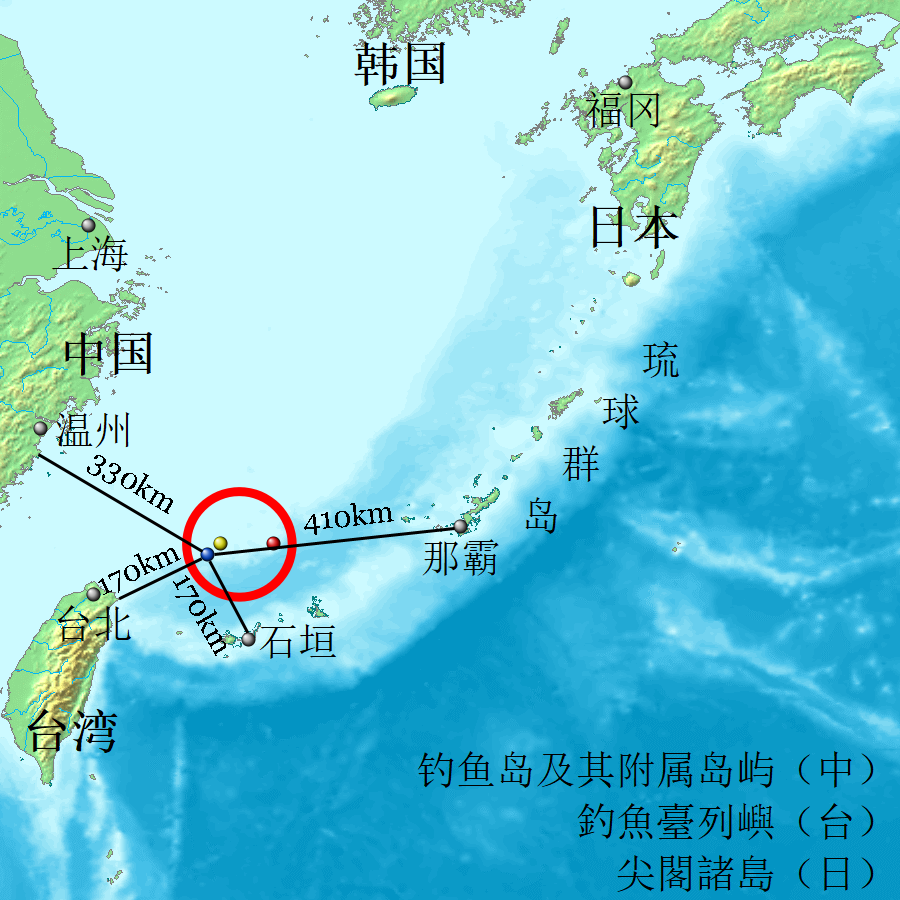
釣魚臺列嶼地理位置（藍：钓鱼岛/釣魚嶼/魚釣島/釣魚台；黃：黃尾嶼；紅：赤尾嶼）

中华人民共和国在與日本有主權爭議。釣魚台列嶼位於東海大陆架南部边缘、台灣島與八重山群島以北、沖繩海槽南端西北方向的一组岛屿，由釣魚臺、黃尾嶼、赤尾嶼、南小島、北小島等島嶼及岩礁構成，總陸地面積约6平方公里。中国政府将其划归台湾省宜兰縣管辖。日本政府在1895年認為釣魚岛是无人岛，而且没有受清朝统治的迹象，基於無主地先占先得的原则將其劃歸沖繩縣。二戰结束後，该島嶼实际由美國控制。1972年5月15日美國將琉球群島管理權移交日本，同時一併將釣魚台列嶼的行政管轄權也交給日本。中華人民共和國政府在1971年開始對美日政府拿釣魚岛“私相授受”提出抗議。
2012年9月10日，日本政府实行钓鱼岛国有化行动。同日，中华人民共和国政府发表了《关于钓鱼岛及其附属岛屿领海基线的声明》，中日钓鱼岛领土争端危机爆发。中国大陆的海监船、渔政船等公务船均在钓鱼岛及其附属岛屿领海基线延伸的12海里领海内巡航，中国大陆渔船在钓鱼岛附近海域進行捕捞作业，而日本海上保安厅在钓鱼岛（尖阁诸岛）附近22公里海域内加派船只警戒监视。

### 南海諸島
}}

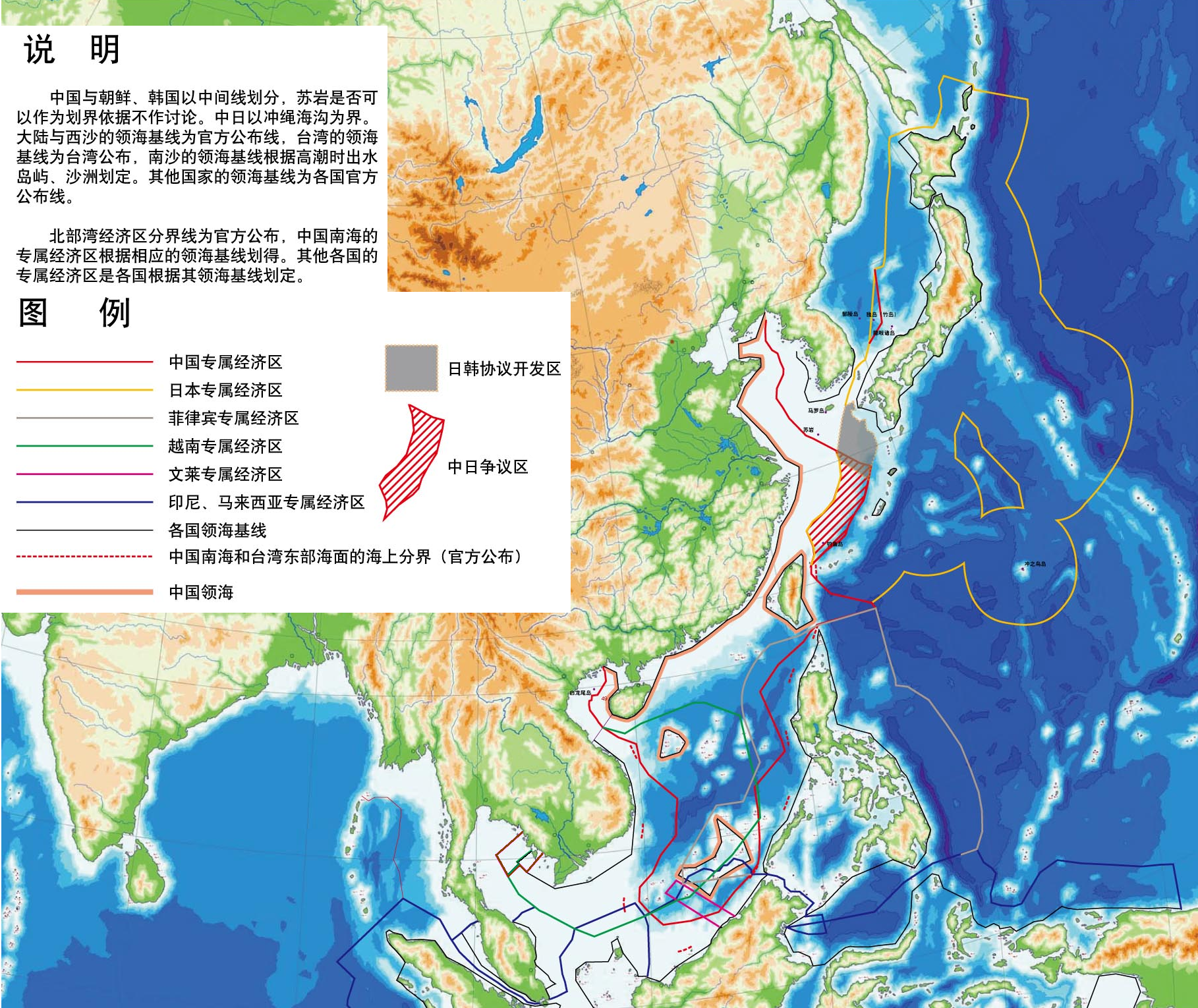
南海各方根据《聯合國海洋法公約》主张的领海基线

南海領土争端包括西沙群島、中沙群島、南沙群島等海島，中華人民共和國與越南、菲律賓、馬來西亞等國有主權爭議。
第二次世界大戰結束後，中華民國政府派遣軍艦收回被日軍所佔據的南海諸島，並劃入其十一段線之內，稱其為中華民國在南海的疆界。中華人民共和國成立後，主張已繼承了中華民國在南海的權利，改定九段線。1970年以後，南海被發現蘊含大量資源，越南共和國（南越）、菲律賓等東南亞國家乘機進佔領台海双方所声索的南海島礁。越南民主共和國在統一前，曾經承認中國擁有西沙群島主權，但在統一越南後，于1979年9月和1982年1月先后发表白皮书，主張对西沙和南沙两群岛拥有全部主权。中越两国曾爆发1974年西沙海战和1988年赤瓜礁海战，前者戰勝，並取得赤瓜礁等7個島礁的控制權，鞏固了主權。。菲律賓亦嘗試在1995及1998年奪取美濟礁未遂。進入21世紀，越南、中華人民共和國等多國分別展開填海造陸。
為減少衝突，中華人民共和國和東盟十國於2002年11月4日在柬埔寨金邊簽署南海各方行為宣言，作為各國在南海活動的準則。2011年7月20日再於印尼巴厘島落實指導方針草案。但2013年，菲律賓提出南海仲裁案，控告中華人民共和國的九段线主张和海洋执法活动違反联合国海洋法公约。2016年7月，仲裁庭要求中華人民共和國政府停止在南中国海的“活动”。東盟和美國對此表示歡迎，但中華人民共和國則不承認該案。

#### 中沙群島
1935年1月，中华民国水陆地图审查委员会將「南石」列入中華民國版图。1947年，為了紀念中華民國行憲，中華民國國民政府將該島礁命名為民主礁。1947年底，中华民国内政部正式编制出版的《南海诸岛位置图》将民主礁划在“十一段线”内。1978年，菲律宾總統費迪南德·馬科斯簽署第1599號法令，將黄岩岛列入菲律賓領土。該島目前由中华人民共和国实际控制。

#### 南沙群島
1979年马来西亚出版新地图，将12个岛礁和南沙27万平方公里的海域划入其版图。马来西亚政府认为，南沙群岛位于马来西亚的大陆架上，其主权符合1958年《日内瓦公约》和1982年《联合国海洋法公约》。文莱则聲稱對南通礁擁有主權，並宣布200海里专属经济区。
| 序号                | 名称     | 陆地面积 （公頃） | 实际控制者     | 地图                                                           |
| ------------------- | -------- | ----------------- | -------------- | -------------------------------------------------------------- |
| 1                   | 美济礁   | 566               | 中华人民共和国 | 南沙群島2012年形勢圖（標出主權聲索線、駐軍之島礁及固定翼機場） |
| 2                   | 渚碧礁   | 430               | 中华人民共和国 | 南沙群島2012年形勢圖（標出主權聲索線、駐軍之島礁及固定翼機場） |
| 3                   | 永暑礁*  | 280               | 中华人民共和国 | 南沙群島2012年形勢圖（標出主權聲索線、駐軍之島礁及固定翼機場） |
| 4                   | 太平島*  | 51                | 中華民國       | 南沙群島2012年形勢圖（標出主權聲索線、駐軍之島礁及固定翼機場） |
| 5                   | 中业岛*  | 37                | 菲律賓         | 南沙群島2012年形勢圖（標出主權聲索線、駐軍之島礁及固定翼機場） |
| 6                   | 弹丸礁*  | 35                | 马来西亚       | 南沙群島2012年形勢圖（標出主權聲索線、駐軍之島礁及固定翼機場） |
| 7                   | 南华礁   | 35                | 越南           | 南沙群島2012年形勢圖（標出主權聲索線、駐軍之島礁及固定翼機場） |
| 8                   | 华阳礁   | 30                | 中华人民共和国 | 南沙群島2012年形勢圖（標出主權聲索線、駐軍之島礁及固定翼機場） |
| 9                   | 西礁     | 28.5              | 越南           | 南沙群島2012年形勢圖（標出主權聲索線、駐軍之島礁及固定翼機場） |
| 10                  | 南子岛   | 26                | 越南           | 南沙群島2012年形勢圖（標出主權聲索線、駐軍之島礁及固定翼機場） |
| 11                  | 西月岛   | 18                | 菲律賓         | 南沙群島2012年形勢圖（標出主權聲索線、駐軍之島礁及固定翼機場） |
| 12                  | 南薰礁   | 17.8              | 中华人民共和国 | 南沙群島2012年形勢圖（標出主權聲索線、駐軍之島礁及固定翼機場） |
| 13                  | 景宏岛   | 17                | 越南           | 南沙群島2012年形勢圖（標出主權聲索線、駐軍之島礁及固定翼機場） |
| 14                  | 南威岛*  | 15                | 越南           | 南沙群島2012年形勢圖（標出主權聲索線、駐軍之島礁及固定翼機場） |
| 15                  | 北子岛   | 14                | 菲律賓         | 南沙群島2012年形勢圖（標出主權聲索線、駐軍之島礁及固定翼機場） |
| 16                  | 染青沙洲 | 12                | 越南           | 南沙群島2012年形勢圖（標出主權聲索線、駐軍之島礁及固定翼機場） |
| 17                  | 赤瓜礁   | 11                | 中华人民共和国 | 南沙群島2012年形勢圖（標出主權聲索線、駐軍之島礁及固定翼機場） |
| 18                  | 东门礁   | 10                | 中华人民共和国 | 南沙群島2012年形勢圖（標出主權聲索線、駐軍之島礁及固定翼機場） |
| 粗体*标示行政中心。 |          |                   |                | 南沙群島2012年形勢圖（標出主權聲索線、駐軍之島礁及固定翼機場） |

## 先前爭議
1949年建国初期，中国人民解放军总参谋部应周恩来总理要求，根据国共内战结束前的地图计算出中国领土的总面积是960万km2。但由于当时中国和许多邻国没有划定边界，该数值并不准确。

### 香港（英國）、澳门（葡萄牙）
从1983年7月开始，中英雙方政府代表團就香港前途问题展开谈判。1984年12月19日，中英兩國在北京簽署關於香港問題的《中英聯合聲明》:4。1997年7月1日，中華人民共和國恢復對香港行使主權。
1966年12月3日，澳門發生一二·三事件，事件導致親中華人民共和國勢力將親中華民國及中國國民黨勢力逐出澳門。1974年4月25日，葡萄牙軍隊发动康乃馨革命，新的葡萄牙文人政府實行去殖民化政策，承認澳門不是殖民地，而是中國的領土，当时也希望立即归还澳门的主权，但被中华人民共和国政府拒绝。直到1979年2月8日，葡萄牙與中華人民共和國正式交換《建交公報》。雙方共同肯定澳門是中國領土，至於歸還時間與細節將在適當時間由兩國政府協商解決。1986年6月30日，双方开始就归还问题进行谈判，1987年4月13日，双方签署《中葡聯合聲明》。1999年12月20日，中华人民共和国恢复对澳门行使主权。

### 朝鮮民主主義人民共和國
1958年7月16日中国外交部《关于边界委员会工作问题的报告》中关于长白山天池问题记载，边委会曾主张天池属中国领土，并向朝方表示过这种看法。但1962年中華人民共和國政府與朝鮮簽定界約，明确长白山以南、一半长白山顶峰和一半长白山頭天池、鴨綠江的多個島嶼都划歸朝鮮。。

### 緬甸
中华人民共和国成立初期，与缅甸有三段未定边界：中缅北段未定界、猛卯三角地、中缅南段未定界。对于北段界，中共北京政府未主张原国民政府的“尹明德线”，只希望收回片马、岗房与古浪；对于猛卯三角地，北京政府希望能废除“永租”关系，并收回领土；对于南段界，北京政府不承认原国民政府与英方换文划定的“1941年线”，并一度向“1941”年线以西驻军。1961年10月13日，中缅两国签订《中华人民共和国政府和缅甸联邦政府关于两国边界的议定书》，中国对晚清和民国时期的中缅边界条约基本予以承认，缅甸同意把片马、古浪、岗房地区（面积约153平方公里）归还中国；中国将缅甸“永租”的猛卯三角地区（面积约220平方公里）划归缅甸；作为交换，缅甸把南段界班洪、班老部落辖区（面积约189平方公里）划给中国。

### 巴基斯坦
1961年，中国和巴基斯坦原则上同意划定共同边界，并于次年展开谈判，最终于1963年签署中巴边界协定。双方在条约中均作出让步，巴基斯坦给予了中国沙克思干谷地周围的区域，被称为喀喇昆仑走廊。中国给予了巴基斯坦罕萨河谷周围的区域，古代被称为坎巨提。但印度拒绝承认《中国－巴基斯坦边界条约》的合法性，也拒绝承认割让喀喇昆仑走廊地区（沙克思干谷地）给中国的立场。《中巴邊界協定》第6条规定，如果克什米尔争議得到解决，就应重新谈判中巴边界。

### 俄羅斯
1858年，清朝與俄羅斯帝國簽訂不平等條約《瑷珲条约》，將東北地區大片領土割讓俄國。1860年英法聯軍之役快將完結時，俄國聲稱自己之前對英國、法國調停戰爭有功，又逼迫清廷簽署《北京条约》，不僅承认1858年的《瑷珲条约》的有效性，并将原先规定为中俄“共管”的烏蘇里江以東至海之地（包括不凍港 海参崴在内，未提及庫頁島之歸屬）约40万平方公里永久歸予俄國所屬，从此中国丧失东北地区对日本海的出海口，並開放張家口 、庫倫 、喀什噶爾為商埠。
兩項條約劃定現代中國和俄羅斯的东部疆界。另外，条约中为中俄西段边界走向作出原则规定，成为后来《中俄勘分西北界约记 》的分界基础。
从1964年开始，中国政府与苏联以及后来的俄罗斯政府共进行了三次多轮边界谈判和数次中苏边界冲突，历时40多年，簽署了《中苏国界东段协定》、《关于中俄国界西段的协定》、《中华人民共和国和俄罗斯联邦关于中俄国界东段的补充协定》，确定两国以来长期争议的黑瞎子岛和阿巴该图洲渚地区的归属问题。2005年4月27日和5月31日，中俄两国最高权力机关分别批准了该协定。2005年6月2日，协定在双方互换批准书后正式生效，标志着4300多公里的中俄边界线走向全部确定。

### 塔吉克斯坦
1999年中华人民共和国和塔吉克斯坦共和国签署了《关于中塔国界的协定》。2000年7月，中塔吉三国签署了《中塔吉关于三国国界交界点的协定》。2002年5月27日签订《中华人民共和国和塔吉克斯坦共和国关于中塔国界的补充协定》。2011年塔吉克斯坦议会批准了1999年与2002年的两个边界协定，移交中華人民共和國约1000 km2土地。

### 越南
1999年12月30日，《中越陆地边界条约》簽訂，正式划定1,347公里长的共同陆地边界。227平方公里的争议区，划归中国114平方公里，划归越南113平方公里。